# 谢尔盖·盖达伊
谢尔盖·弗拉基米罗维奇·盖达伊（羅馬化：Serhii Volodymyrovych Haidai；1975年11月6日—），又譯海岱，乌克兰政治人物，畢業於烏克蘭国家公共行政学院。2015年至2018年担任穆卡切沃區政府主席。2019年10月25日至2023年3月15日任盧甘斯克州州長。

## 生平
盖达伊就读于赫梅利尼茨基經濟大學，并且从國家公共行政學院毕业。
2005年至2015年任登巴德有限责任公司总经理。
2008年至2010年任基辅市议会的助理议员。
2014年至2015年任基輔州奥布希夫区国家行政当局主席顾问。
2015年当选外喀爾巴阡州穆卡切沃区议会议员。
2015年至2018年任穆卡切沃区政府主席。
2022年俄罗斯入侵乌克兰期间担任卢甘斯克州州长。
北顿涅茨克战役期间，盖达伊称“俄罗斯军队在北顿涅茨克使用他们在叙利亚的战术。首先，他们试图用空中轰炸和炮击将几公里的地区夷为平地，并与地面部队一起推进。然后撤退并开始使用远程武器射击。另一方面，当他们开始用大炮攻击时，我们撤退，然后回到我们的阵地。”
乌克兰政府于2023年3月14日宣布解除卢甘斯克州州长谢尔盖·盖达伊、敖德萨州州长马克西姆·马尔琴科和赫梅利尼茨基州州长谢尔盖·加马利的职务，三人于次日正式解职。